# گیلیاپ
گیلیاپ (انگلیسی: Giliap) فیلمی به کارگردانی روی آندرشون است که در سال ۱۹۷۵ منتشر شد. از بازیگران آن می‌توان به پرنیلا آگوست و تامی برگرن اشاره کرد.